# Biologie chimique
La biologie chimique, ou chémobiologie, est une discipline scientifique qui étudie le vivant à l'aide d'outils chimiques. C'est la traduction de chemical biology, terme introduit en 1945 au California Institute of Technology (Caltech). À la traduction littérale « biologie chimique », on préfère aujourd'hui le terme « chémobiologie » qui bien que demeurant un domaine de recherche fondamentale, s'avère capable de conduire assez rapidemnt à des applications dans de nombreux domaines (santé, environnement, agrochimie, écologie, thérapeutique, diagnostic).
Elle se distingue de la biochimie qui s'attache à élucider les phénomènes chimiques du vivant et de la chimie médicinale qui a pour but de mettre au point des médicaments. La biologie chimique ou chémobiologie, construit des outils moléculaires, des technologies et systèmes chimiques et des systèmes biologiques artificiels qui permettent de comprendre ou manipuler des processus biologiques d'intérêt. Les réactions ou interactions de ces différents outils dans un environnement biologique donné sont aussi l'objet de ces recherches afin de comprendre la thermodynamique des molécules, leurs interactions et leur réactivité au sein du vivant.
Les techniques et technologies de la chémobiologie sont très diverses : il s'agit de techniques physico-chimiques et biophysiques telles que l’imagerie par spectrométrie de masse, la RMN structurale et in cellula, la RPE in cellula, de techniques d’imagerie photonique (vibrationnelle, de fluorescence), de techniques en gouttelettes micro-fluidiques pour le criblage, de techniques d'analyses biochimiques (tests enzymatiques), biophysique (SPR, calorimétrie, thermophorèse), biologiques à haut débit. Parmi les différents outils biologiques qui sont en développement, on peut citer les sphéroïdes, les organoïdes et le criblage phénotypique.
Cette discipline est en cours de structuration, comme le prouve la création récente de sociétés savantes et de revues scientifiques qui lui sont dédiées.

## Historique
D'après,.
Le terme de biologie chimique apparaît dans les années 1990 pour définir une nouvelle discipline émergeant de la fertilisation croisée des domaines de la chimie bioorganique, de la biochimie, de la biologie cellulaire et de la pharmacologie.

## Chimie bioorthogonale
Une réaction chimique est dite « bioorthogonale » si elle peut avoir lieu dans un milieu biologique complexe sans le dénaturer. Le prix Nobel de chimie 2022 récompense Carolyn Bertozzi pour le développement de la chimie bioorthogonale.

### Ligature
Pour marquer ou extraire des biomolécules dans leur contexte biologique, la mise au point de réactions chimiques permettant de les lier à un chromophore, fluorophore, une matrice solide, une molécule de biotine, etc., est indispensable.

#### Azoture-alcyne
La cycloaddition de Huisgen entre un azoture et un alcyne terminal est bioorthogonale : elle peut avoir lieu dans l'eau, azoture et alcyne ne se trouvent pas naturellement dans les biomolécules, et l'emploi de catalyseurs (le plus souvent des sels de cuivre) permet d'effectuer cette réaction rapidement et à température ambiante. De plus, la découverte de ligands appropriés permet de réduire considérablement la quantité de cuivre à utiliser et donc de réduire sa relative cytotoxicité.

### Lieurs clivables
Les lieurs clivables en biologie chimique sont des molécules utilisées pour lier les biomolécules d'intérêt à d'autres molécules, biomolécules ou matrices solides et qui possèdent un groupement chimique qui permet un clivage.

## Sondes chimiques
La synthèse de sondes constitue une part importante de la recherche en biologie chimique. Ces sondes sont des molécules capables d'interroger le rôle de biomolécules le plus souvent en bloquant leur fonction (inhibiteur enzymatique par exemple). Dans ce domaine, les efforts en chimie médicinale et en biologie chimique se superposent puisque la conception de médicaments est liée à l'identification de la cible thérapeutique et donc à la compréhension du rôle de cette biomolécule.

## Protéomique chimique
La protéomique chimique est l'étude des protéines par l'utilisation d'outils issus de la chimie organique. Les réactions bioorthogonales sont utilisées pour fonctionnaliser les protéines, soit en réagissant avec les acides aminés de leur structure primaire, soit avec les modifications post-traductionnelles. La discipline s'attache aussi à caractériser des sous-protéomes de manière exhaustive ou différentielle en utilisant des matrices solides fonctionnalisées avec des sondes chimiques.

## Génomique chimique
La chimiogénomique est définie comme la science ayant pour objectif l'étude des réponses génomiques à des composés chimiques.

## Principales revues scientifiques
- ACS Chemical Biology
- ChemBioChem
- Chemical Biology & Drug Design
- Chemistry and Biology
- Current Opinion in Chemical Biology
- Molecular BioSystems
- Nature Chemical Biology
- Organic & Biomolecular Chemistry

## Sociétés savantes
- International chemical biology society (ICBS)